# 白斑刺尻魚
白斑刺尻魚，又名白斑棘蝶魚，俗名白點新娘，隸輻鰭魚綱鱸形目鱸亞目蓋刺魚科。

## 分布
居於印度太平洋區，包括聖誕島、日本、密克羅尼西亞、台灣、印尼、澳洲、羅得豪島、馬里亞納群島、新喀里多尼亞、帛琉、斐濟、密克羅尼西亞、東加、萬納杜等海域。

## 深度
水深4至30公尺。

## 特徵
魚體橢圓形；背部輪廓略突出，頭背於眼上方略突。吻鈍而小。眶前骨游離，下緣凸出，後方具棘；前鰓蓋骨具鋸齒，具一長強棘；間鰓蓋骨短圓。上下頜相等，齒細長而稍內彎。體色紫黑到黑色，在體側中央側線上有一形狀似橢圓形的白色橫斑。腹鰭黃色、臀鰭外緣有寬黃邊，此外身上無其他斑紋。體被稍大櫛鱗，軀幹前背部具副鱗。幼魚體色和成魚相似，但其身上白橫斑較細長且臀鰭外緣黃邊較窄小。背鰭硬棘十四枚，軟條十六枚；臀鰭硬棘三枚，軟條十七枚；背鰭與臀鰭軟條部後端尖形；腹鰭鈍形；尾鰭圓形。體長可達十八公分。

## 生態
喜歡棲息在有海流的珊瑚礁或崖壁下方，常單獨或三兩成群，雜食，以藻類、珊瑚蟲及附著生物為食，成小群活動，該物種能夠從雌性變為雄性，當群體中沒有雄魚時，其中一隻雌魚會改變性別。

## 用途
可愛易馴，多供觀賞，少人食用。